# Springpride Eskilstuna

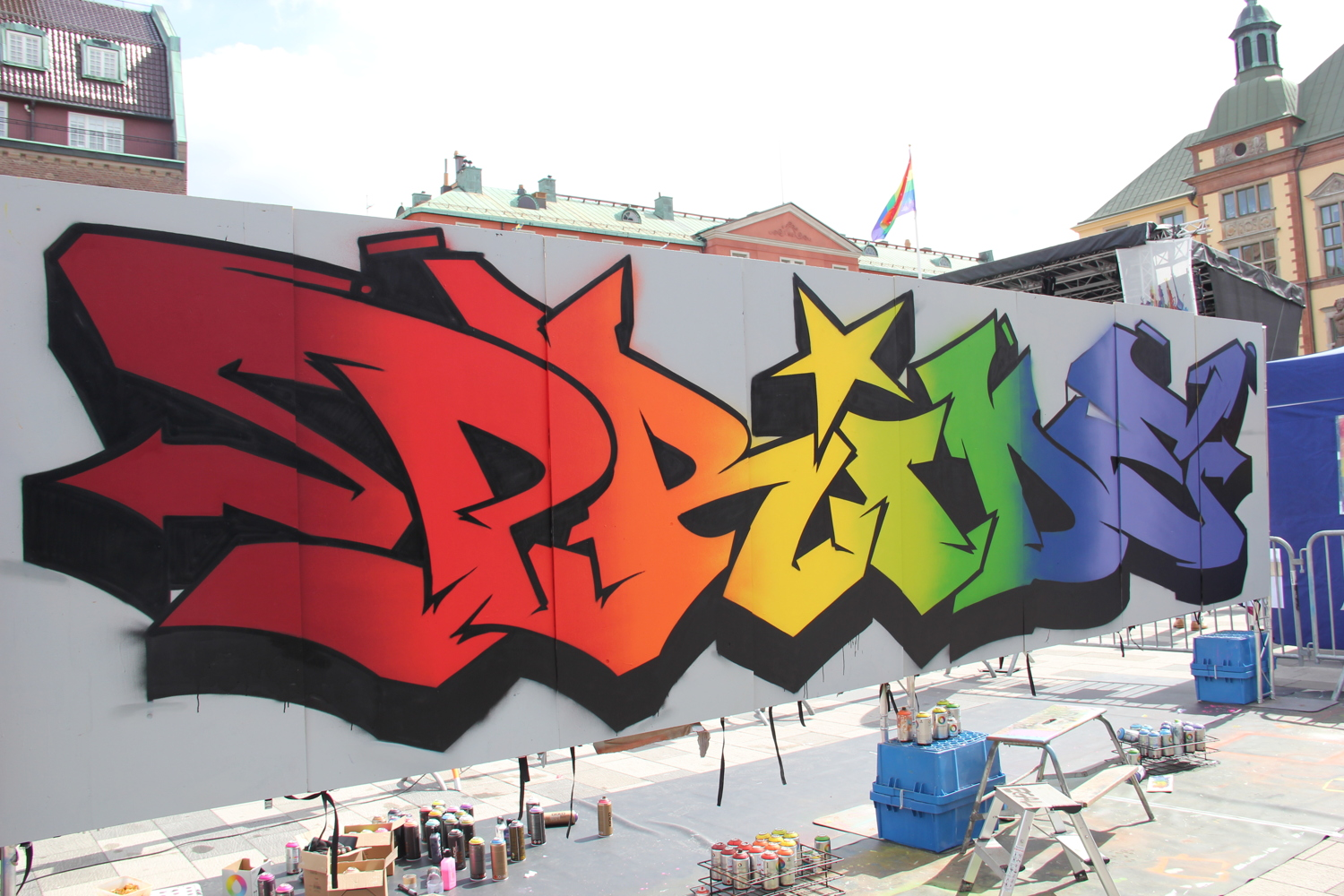
En graffitimålning växer fram under Springpride 2016

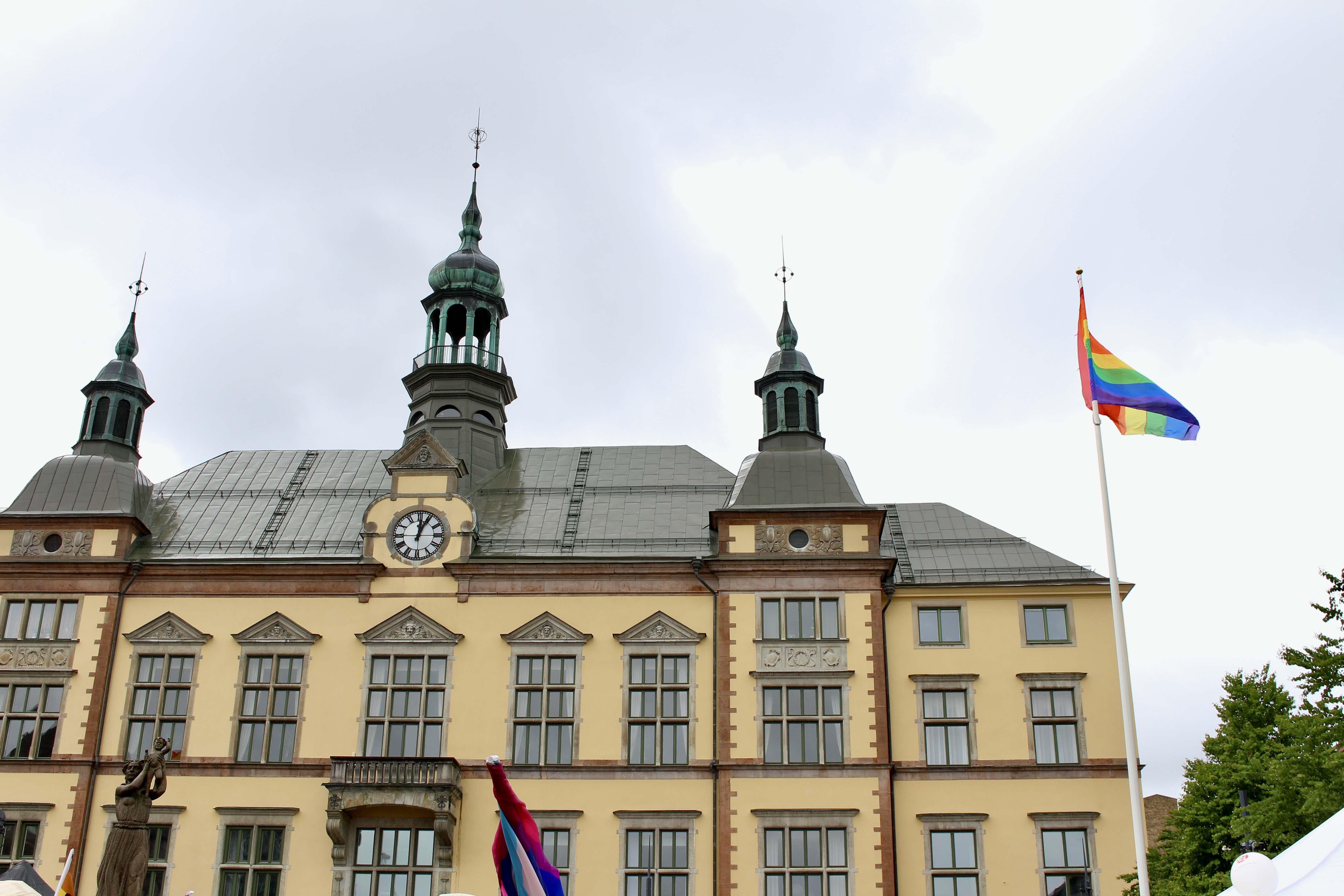
Stadshuset i Eskilstuna med regnbågsflaggan.

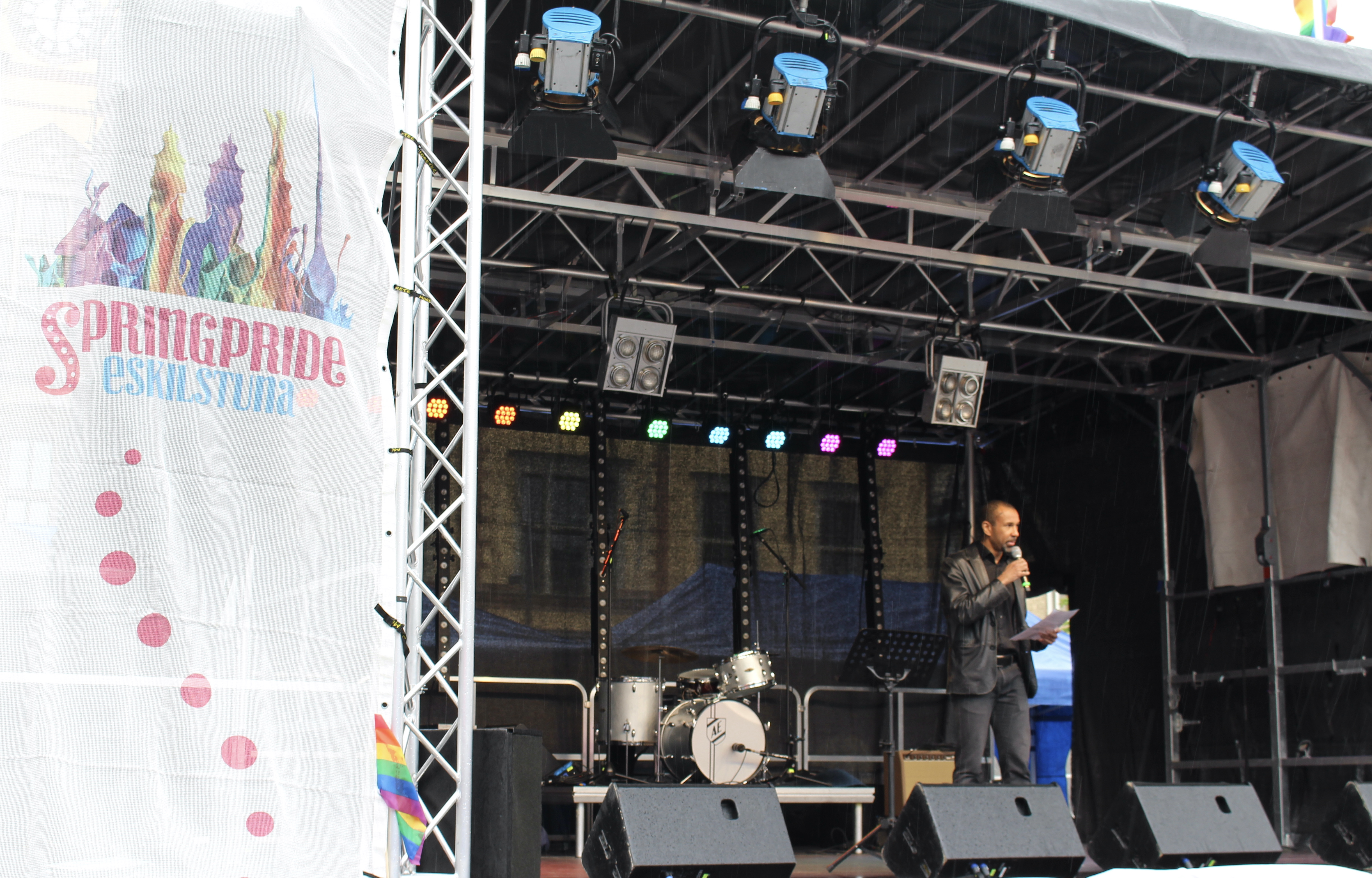
Alex Voronov på Springpride Eskilstuna 2022.

Springpride Eskilstuna är en av Sveriges äldsta pridefestivaler och äger rum på Fristadstorget i Eskilstuna. Festivalen har arrangerats i slutet av maj sedan 2007. Under 2020 och 2021 ställdes Springpride in på grund av Covid-19-pandemin. Arrangör är RFSL Eskilstuna.

## Historia

### 2007
I den första paraden tågade runt 6-700 personer.

### 2008
Runt 1500 personer tågade i paraden.

### 2016
Elisabeth Ohlsson Wallins fotoutställningen Ecce Homo visades i samband med Springpride i Klosters kyrka.

### 2017
Två av de medverkande på festivalen var Barbara Poma, ägare till nattklubben Pulse i Orlando, USA och Neema Bahrami som överlevde terrorattentatet i Orlando 2016 då en skottlossning och gisslandrama ägde rum på Pulse.

### 2022
Springpride ägde rum den 28 maj 2022 på Fristadstorget i Eskilstuna. Alex Voronov höll invigningstalet och konstnärer som Freddy Amigo, Madelief, Linda Bengtzing, Eva Eastwood & The Major Keys, Victoria Rönnefall, Admira Thunderpussy och Mandy Rich deltog i programmet. Prideparaden tågade genom staden.

### 2023

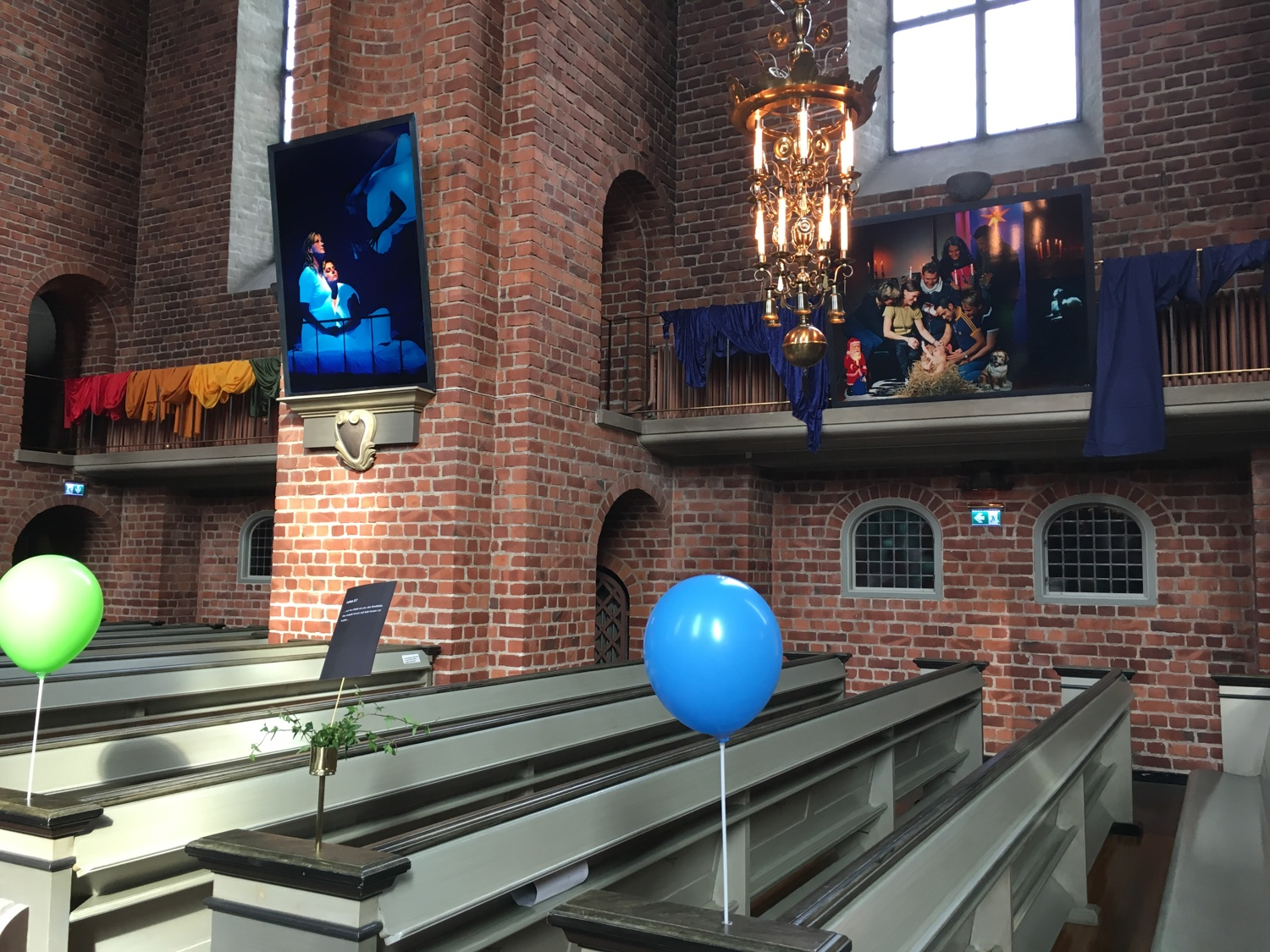
Bild från Klosters kyrka i Eskilstuna under Springpride 2016. Visar ett två verk ur Ecce Homo utställningen av konstnären Elisabeth Ohlson Wallin.

Springpride äger rum 20 maj 2023.